# Programadora
En la televisión colombiana, una programadora es una empresa que produce programas de televisión, especialmente para los canales públicos comerciales (Canal Uno y, hasta el 2004, Canal A o Segunda Cadena). El modelo de la televisión colombiana desde 1955 a medianos de los 2010 se basó en programadoras como los únicos productores de programas que se emitieron en los dos principales canales. Tras la introducción de dos canales de televisión privada nacional en el país en 1998, y la recesión de ese mismo período, las programadoras entraron en una crisis que llevó a muchos a cerrar o convertirse en empresas de producción para los canales privados, incluyendo la fusión para convertir las actuales productoras de televisión.

## Historia

### Los inicios del sistema mixto
En 1955, el gobierno colombiano creó lo que sería el modelo de la televisión nacional para las próximas cuatro décadas. El año anterior, HJRN-TV había centrado su programación exclusivamente en los programas educativos y culturales. Dicho modelo se inspiró en los preceptos que se practicaban en Estados Unidos por aquellos años, aunque siguió con variaciones el modelo de la NPO de los Países Bajos, en la cual muchas de ellas tuvieron influencia de los partidos políticos y sus dirigentes en la producción de programas.
Las empresas privadas pujaron para arrendar horarios para sus programas en la HJRN-TV, que fue la única red de televisión en el país. 
En 1963, se crea la entidad Inravisión, que una entidad radial y televisiva estatal, y quien se encargó de eligir los horarios y los programas y que operó la infraestructura de la televisión nacional. 
Las primeras de las grandes productoras comenzaron a surgir, como Producciones PUNCH (la primera programadora, fundada en 1956) y FGA Televisión (que en 1973 se llamaría RTI Televisión), en 1963. 
A finales de la década de los 60, las cadenas radiales Caracol y RCN entraron en el medio televisivo.
Cuando se creó el segundo canal nacional en 1972 llamado, Tele 9 Corazón, pues las empresas se les asignaron los espacios en ambos canales de una manera indiscriminadamente.

### Licitaciones
Por períodos de diferente duración (por lo general en cada gobierno), se abrían las licitaciones para adjudicar los espacios. En dichas licitaciones, las nuevas programadoras podían pujar, las antiguas competían para nuevas posiciones, y algunas salían del aire. Al comienzo del siguiente año calendario, los horarios de televisión cambiaban completamente. Estos ciclos de licitación ocurrieron en 1972, 1975, 1977, 1979, 1981, 1983, 1987, 1991 y 1997.
En 1991 hubo una mini-licitación para adjudicar los antiguos espacios de Jorge Enrique Pulido Televisión y Promec Televisión, pero que fueron disueltas en 1990 y 1991 respectivamente. Otra licitación fuera de ciclo en 1996 lo concedió los antiguos espacios de Producciones Cinevisión en el que esta programadora desapareció por bancarrota y en 2000 se otorgaron espacios devueltos por programadoras como TeVecine y DFL Televisión.
Los noticieros fueron particularmente afectados por estos períodos de licitación, pues podían desaparecer (como QAP Noticias que desapareció el 31 de diciembre de 1997) o moverse a otros horarios (por ejemplo, TV Hoy que pasó a emitirse de lunes a viernes a los fines de semana a las 8:30 de la noche en 1992; o el Noticiero 24 Horas, que en 1998 pasó de su horario tradicional de las 7:00 p. m., a las 12:30 p.  m.). En algunas licitaciones como la de 1991, pues en aquellas programadoras que querían pujar por un noticiero no podían pujar por ningún otro tipo de programación. La presión por equidad en la representación política hizo que la producción de los noticieros fuera uno de los elementos más codiciados y sometidos a escrutinio del sistema mixto. Por ejemplo, en la licitación de 1983 le concedió los 6 espacios para noticieros, 3 de los cuales fueron concedidos a intereses liberales y los otros 3 a intereses conservadores.
La mayoría de programadoras que desaparecieron antes de la crisis de la televisión pública lo hicieron al final del año calendario en curso (por ejemplo, Criptón, una programadora que produjo el noticiero del mismo nombre, salió del aire el 28 de diciembre de 1997). Hubo varias excepciones: Jorge Enrique Pulido Televisión cesó sus operaciones en mayo de 1990, después de que su propietario murió y Multimedia Televisión, Promec Televisión y Cromavisión fueron expulsados por falta de pago de una deuda, después de que fue declarada la caducidad administrativa de los contratos que estas empresas habían hecho con Inravisión.
Ciclos de licitación separada se celebraron para la programación de los días festivos, generalmente con películas y programas especiales. Promec Televisión y Producciones Eduardo Lemaitre, (más tarde llamado como CPT Televisión), fueron pioneros en este lugar de la programación. CPT Televisión fue vendido en 1988, no pujó en 1991 y regresó a principios de 1998.

### OTI Colombia
En la década de 1980, se creó la OTI Colombia, que fue un consorcio de programadoras que tenía la licencia para transmitir los Juegos Olímpicos, la Copa Mundial de fútbol y el Festival OTI de la Canción, para las programadoras de Caracol Televisión, RCN Televisión, RTI Televisión, Producciones PUNCH, Producciones JES y Datos y Mensajes las mismas que estaban afiliadas a la Organización de Televisión Iberoamericana (OTI).

### Cambios de 1991
La Constitución de 1991 precipitó grandes cambios en la manera en que el proceso de licitación fue manejado. Para la licitación que entró en vigencia el 1 de enero de 1992, se postularon 31 programadoras, y 24 resultaron ganadoras, las cuales se dividieron en dos grupos de 12 y fueron "sembradas" en un canal, de modo que no podían tener espacios en el otro. Otros cambios introducidos en la licitación fueron los siguientes:
- Aumentó la cuota para el contenido producido a nivel nacional, de 50 a 60%.

- En el ciclo de licitación de 1987, se habían asignado espacios entre cuatro y 13,5 horas a la semana. En el ciclo de licitación de 1991, el mínimo fue de ocho horas a la semana, con un máximo de 16. Para la mayoría de las empresas, esto fue un importante aumento en la producción, que llegó con el aumento de los costos a Inravisión para el tiempo de programación. (El mínimo se elevó a 9,5 horas a la semana en la licitación de 1997).

- Se estableció un nuevo órgano rector (con arreglo al artículo 77 de la Constitución de 1991) para liberar a Inravisión de sus funciones reguladoras: la Comisión Nacional de televisión o CNTV, reemplazando al Consejo Nacional de Televisión. Esta entidad se estableció formalmente en 1995.

Inicialmente, el contrato correría por seis años con el Gobierno conservando la opción de extenderlo para otros seis. Este elemento fue abandonado en una nueva ley de televisión a finales de 1996, lo que significaba que una nueva licitación tendría lugar en 1997 con nueva programación en 1998. El noticiero QAP creyó que esto era una maniobra diseñada para sacarlos del aire, al igual que otros noticieros críticos del gobierno. Por esa razón, TV 13 (la programadora que producía QAP) no se presentó a la licitación de 1997.
En las licitaciones de 1983 y 1987, sólo tres programadoras habían desaparecido, pero seis desaparecieron en la licitación de 1991, incluyendo Do Re Creativa Televisión, que protestó junto con otras cuatro programadoras descalificadas alegando la ilegalidad de la licitación.
Existía la preocupación que las programadoras de la Cadena Dos estuvieran en desventaja. Aunque los canales tenían cobertura similar y capacidad técnica, se percibió que su posición tras la Cadena Uno podría afectarlos. Propusieron los nombres de Telecolombia y Telenacional para los dos canales, pero en última instancia, los dos canales adoptaron los nombres de Cadena Uno y Canal A.
En marzo de 1993, la decisión de un Tribunal obligó a Inravisión a prohibir escenas sexuales y violentas en la franja familiar. Las programadoras ahora estaban obligadas a declarar si el programa era apropiado para menores. Además, debían presentar su material a Inravisión con 72 horas de antelación para determinar su idoneidad.
Adicionalmente, en 1996, Producciones Cinevisión desapareció debido a problemas internos. Los espacios fueron devueltos a la CNTV.

### Privatización y crisis

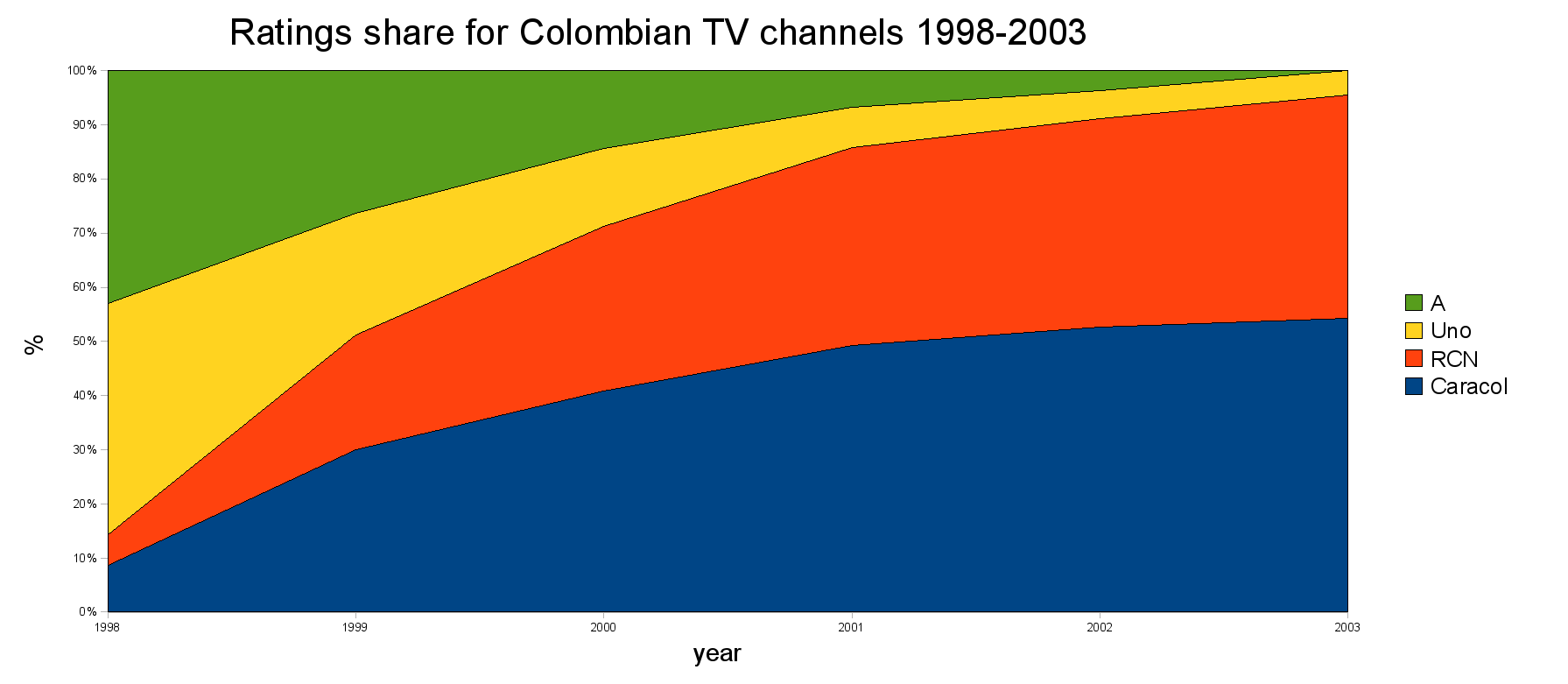
Índices de audiencia de los principales canales colombianos entre 1998 y 2003 según IBOPE. Es de destacarse la reducción de los espacios pertenecientes al Canal A (verde) y Canal Uno (amarillo) y el crecimiento correspondiente de RCN (rojo) y Caracol (azul).

En 1997, se otorgaron las dos licencias de televisión privada a Caracol Televisión y a RCN Televisión, dos de las grandes programadoras. Sus canales salieron al aire el 10 de julio de 1998. Unas 25 programadoras se presentaron para la adjudicación de los espacios para la programación que iniciaba el 1 de enero de 1998. Sin embargo, Caracol Televisión y RCN Televisión disfrutaron de una salida limitada; en particular, Caracol Televisión se quedó sin horarios los sábados. Otras programadoras presentaron los programas emblemáticos de Caracol Televisión en ese día, como la películas de Premier Caracol para las programadoras de Andes Televisión y CPT Televisión y el programa de comedia de Sábados Felices para las programadoras de Coestrellas, CPS Televisión y Proyectamos Televisión.
Entendiendo que más unidad era necesaria dentro de cada canal para enfrentar la nueva competencia, las programadoras comenzaron a encontrar maneras para cooperar. Las programadoras del Canal A formaron la Sociedad Canal A, dentro de la cual cada programadora se especializaba en un tipo de programa. Por ejemplo, RTI Televisión producía telenovelas y programas de concurso, mientras que En Vivo Televisión estaba a cargo de desarrollar un servicio de noticias. También contrataron una agencia llamada, Mejía y Asociados, para labores de mercadeo del canal, mientras que comenzaban a comprar y vender programas en el mercado internacional como un solo grupo. En el Canal Uno, en cambio, hubo menos cooperación, debido a que las compañías operaban de forma más independiente, aunque varios grupos de compañías comenzaron a crear firmas publicitarias conjuntas.
Era conocido en el momento que se verían afectados los canales públicos comerciales, pero nadie predijo que sería un cambio tan rápido. En el primer año los canales privados crecieron al ritmo previsto para su quinto año de la radiodifusión.
Junto con las reducciones en los ingresos por publicidad relacionadas con la recesión económica padecida por Colombia a finales de los 90, muchos de los grandes anunciantes, vinculados a los grupos económicos que controlaban Caracol Televisión y RCN Televisión, retiraron su pauta publicitaria del sistema mixto. Para sobrevivir financieramente, muchas compañías recurrieron a la emisión de televentas, causando que los televidentes dejaran de ver los canales Canal Uno y Canal A.
En 1999, las programadoras habían pedido 6 de las 18 horas diarias de programación y la reducción de los costos de licencia. Sus déficit colectivo había alcanzado 100.000 millones de pesos colombianos (aproximadamente 53 millones de dólares) y en 2001, sus deudas combinadas superarían los 26.000 millones de pesos (unos 11,30 millones de dólares). Colombiana de Televisión se vio forzada a vender su serie Padres e Hijos a Caracol Televisión para mantenerse a flote. Al mismo tiempo, Colombiana de Televisión co-producía y arrendaba algunos de sus espacios a productoras independientes como M.G. Com. Televisión, encargada de uno de los infantiles de mayor éxito, El Mini Mundo de Toy, quien enfrentó el nuevo mercado de las tele-ventas cerrando el capítulo de la televisión pública, para dar paso a la entrada de la televisión privada.
En 2000 salieron del aire TeVecine el 3 de marzo, Producciones PUNCH el 19 de mayo, Producciones JES el 15 de septiembre y Cenpro Televisión el 29 de septiembre, que regresaron sus espacios a la Comisión Nacional de Televisión. A raíz de esto, Audiovisuales, la programadora estatal, vio un fuerte e inesperado aumento en su cantidad de tiempo disponible, de solo 5,5 horas al inicio de 1998 a 41 horas a la semana después de la partida de Producciones PUNCH. Muchos de estos programas eran repeticiones, lo que condujo a una reducción de los índices de audiencia. Las programadoras como Producciones JES, pasaron ser de programadoras a productoras para los canales privados.
En marzo de 2001, seis empresas habrían caído bajo la ley de bancarrota conocida como Ley 550: Mejía y Asociados, Big Bang Televisión, CPS Televisión, Datos y Mensajes, En Vivo Televisión y Uni TV. Este número se aumentó a siete en julio de ese mismo año. Más Tarde, En Vivo Televisión, programadora que produjo el noticiero de En Vivo 9:30 a las 9:30 de la noche de lunes a viernes en el Canal A, pues tomó la decisión de cerrar sus operaciones el 15 de junio de ese mismo año, por razones que incluyen la falta de pago de los sueldos de los reporteros, periodistas y presentadores, y una deuda de 14.000 millones de pesos colombianos (6 millones de dólares). Menos de diez programadoras quedaron en agosto de 2001. Algunas empresas intentaron trabajar juntas, como una asociación en el Canal A, que incluyó a Coestrellas, Datos y Mensajes y otras dos programadoras, pero esta idea fracasó, debido a que el espacio estrella de Datos y Mensajes, el Noticiero TV Hoy, salió del aire el 23 de diciembre de 2001.
El 16 de marzo del 2003, el Noticiero Hora Cero y su productora CPS Televisión salieron del aire por falta de dinero, su director de noticias llamó la acción como un signo de la muerte segura de ese canal. Los siguientes en caer fueron Andes Televisión y Proyectamos Televisión, quienes devolvieron sus espacios y luego salieron del aire debido a que la Comisión Nacional de Televisión prohibió los espacios de televentas, privando a ambas programadoras de sus principales fuentes de ingresos. La situación hizo que el periódico El Tiempo considerara que el Canal A era un león que agoniza (refiriéndose al logotipo del canal). La liquidación de Coestrellas a mediados de 2003 dejó a las dos programadoras en el Canal A, como a RTI Televisión y Audiovisuales. Como parte de un Plan de Salvamento aprobado por el Gobierno el 19 de junio de 2003, RTI Televisión se trasladó al Canal Uno a excepción de Audiovisuales en el que permaneció como programadora del Canal A hasta el 1 de febrero de 2004 fecha en que desaparece el canal. El 2 de febrero de 2004 Audiovisuales se trasladó al Canal Uno y permaneció hasta el 27 de octubre de 2004 fecha que se liquidan tanto Audiovisuales como Inravisión.
Inravisión y Audiovisuales fueron liquidadas el 28 de octubre de 2004, en parte debido a la crisis de las programadoras y también debido a los equipos obsoletos que tenía la programadora de Audiovisuales y, en el caso de Inravisión, por un costoso pasivo pensional.
Con la liquidación de Inravisión y Audiovisuales, el gobierno hace crear la Radio Televisión Nacional de Colombia (RTVC), que opera la emisión del Canal Uno, pero después el regreso de las televentas y programas religiosos en algunos horarios adicionales, hizo que el Canal Uno se sub-dividiera su programación en los espacios adicionales y comerciales.

### Después de la crisis
El plan de salvación de 2003 y la licitación del mismo año implicó una realineación de los sobrevivientes en el Canal Uno. De las 7 programadoras que quedaron, 6 fueron agrupadas en consorcios de unión temporal como: Colombiana de Televisión con NTC Televisión, RTI Televisión. con Programar Televisión y Jorge Barón Televisión con el recién llegado SportSat Televisión, junto con CM& Televisión. Cada uno de los 4 grupos recibió 25% de la programación, incluyendo la producción de un noticiero para cada grupo.
En 2011, desaparece la Comisión Nacional de Televisión (CNTV), para dar paso a la Autoridad Nacional de Televisión (ANTV).
En la licitación en 2013 se definió la programación que entraría en vigencia desde el 1 de enero de 2014 en el Canal Uno, pero por falta de tiempo se decidió extender los contratos a 40 meses para 4 consorcios de unión temporal de ocho programadoras: Colombiana de Televisión - NTC Televisión, Jorge Barón Televisión, CM& Televisión y la RTVC Sistema de Medios Públicos, este último, servía para tener los espacios del 25% de su programación, lo que pudo con éxito la eliminación total de espacios religiosos y televentas en algunos horarios adicionales. Sin embargo, la programadora Programar Televisión no continuó el consorcio de unión temporal, por los conflictos internos con RTI Televisión. El 1 de enero de 2014, SportSat Televisión sale como programadora y como consorcio de unión temporal con Jorge Barón Televisión del Canal Uno.
En noviembre de 2016, la Autoridad Nacional de Televisión le adjudicó los espacios de concesión del Canal Uno por 10 años a partir del 1 de mayo de 2017 a Plural Comunicaciones, un consorcio conformado por CM& Televisión, NTC Televisión, RTI Televisión y HMTV1 que es representada por la empresa estadounidense de Hemisphere Media Group. La licitación no estuvo exenta de polémicas. Jorge Barón Televisión ya había pedido que se revisara la solicitud de prórroga por 10 años que había pedido en 2013 pero que la Autoridad Nacional de Televisión se negó en revisar la solicitud. Por su parte, Programar Televisión interpuso una denuncia penal contra el entonces ministro de Tecnologías de la Información y Comunicaciones David Luna y se solicitó medidas cautelares ante la Superintendencia de Industria y Comercio, con el fin de que se detuviera la licitación, argumentando que no es cierto que la empresa haya renunciado a los espacios de televisión que tuvo hasta 2013. La Autoridad Nacional de Televisión se defendió argumentando que la adjudicación en su momento se hizo a una unión temporal entre RTI Televisión y Programar Televisión y que para la ampliación por 40 meses que se dio a los concesionarios en 2013, pues RTI Televisión y Programar Televisión no se pusieron de acuerdo.

## Programadoras y su destino

### Programadoras desaparecidas o transformadas
| Programadoras desaparecidas en la licitación de 1983                       | - Gran Andina de Televisión - Jaime Soto Televisión - TV Impacto - RR Televisión - Producciones Ecos - Producciones Eduardo Ruiz Martínez TV - ERM TV - Juan Guillermo Restrepo Jaramillo TV - JFG 82 - Rosalba Atehortua TV |
| Programadoras desaparecidas en la licitación de 1987                       | - Arturo Abella Televisión - Contrapunto - A3 Alfavisión - Producciones siglo XX |
| Programadoras desaparecidas en la licitación de 1991                       | - Intervisión - Cromavisión - AMD Televisión - Gegar Televisión - Do Re Creativa Televisión - Promec Televisión - Jorge Enrique Pulido Televisión (hasta mayo de 1990, después del asesinato de su creador.) - Producciones Eduardo Lemaitre |
| Programadoras desaparecidas en la licitación de 1997                       | - TV13 - Criptón - Telestudio - Prego Televisión - Globo Televisión - Producciones Cinevisión (hasta 1996) - Manuel Medina Mesa Televisión - GOS Televisión (hasta mayo de 1997) - Provideo - 3R Producciones - María Victoria Torres Televisión - Intercontinental de Televisión - Compañía Nacional de Televisión - CTV - Grabar Estudios Televisión - SAS Televisión - Gabriel López y Compañía Televisión - Benjamín Losada Posada Televisión - M.G.Com. Televisión (hasta 2000) |
| Programadoras desaparecidas en la licitación de 2003                       | - Tevecine (hasta el 3 de marzo de 2000) - Producciones PUNCH (hasta el 19 de mayo de 2000) - Producciones JES (hasta el 15 de septiembre del 2000) - Cenpro Televisión (hasta el 29 de septiembre de 2000), posterior liquidación en el 2010. - 24 Horas Televisión (hasta el 30 de abril de 2001) - Nuevos Días Televisión (En Vivo Televisión) (hasta el 15 de junio de 2001) - Big Bang Televisión (hasta septiembre de 2001) - Andes Televisión - Televideo - CPT Televisión - Datos y Mensajes (hasta el 30 de diciembre de 2001) - Universal Televisión (Uni TV) (hasta el 10 de febrero de 2002) - CPS Televisión (hasta el 16 de marzo de 2003) - Coestrellas (hasta 2003) - Proyectamos Televisión (hasta marzo de 2003) - DFL Televisión (hasta abril de 2003) - Producciones Telecolombia (hasta el 2003) - Audiovisuales (hasta el 27 de octubre de 2004) |
| Programadoras desaparecidas en la prórroga de 2013                         | - Programar Televisión - SportSat Televisión - RTI Televisión |
| Programadoras desaparecidas en la licitación de 2016                       | - Jorge Barón Televisión - Colombiana de Televisión |
| Programadoras transformadas en canales privados en 1998                    | - Caracol Televisión - RCN Televisión |
| Programadoras transformadas en productoras de televisión                   | - Producciones JES (estuvo como productora hasta su desaparición como empresa en 2018) - CM& Televisión (estuvo como productora de Canal 1 hasta su desaparición como empresa el 14 de noviembre de 2024) - NTC Televisión (ahora es productora de Canal 1 y Cablenoticias) - Jorge Barón Televisión (ahora es productora de Canal RCN) - TIS Productions - Televideo - Colombiana de Televisión |
| Programadoras transformadas en empresas socio-inversionistas de televisión | - CM& Televisión - NTC Televisión |

### Programadoras del Canal Uno después de 2003
| Licitación de 2003 | - Jorge Barón Televisión - SportSat Televisión - Colombiana de Televisión - NTC Televisión - CM& Televisión - RTI Televisión. - Programar Televisión                         |
| Prórroga 2014-2017 | - CM& Televisión - NTC Televisión - Colombiana de Televisión - Jorge Barón Televisión - RTVC Sistema de Medios Públicos                                                      |
| Licitación de 2017 | - Plural Comunicaciones (Sociedad que fue conformada por NTC Televisión, CM& Televisión, RTI Televisión y HMTV1 (2017-2022)) (Actualmente conformada por HMTV1 (desde 2022)) |

## Productora de televisión
- MM Entertainment
- Vista Producciones
- CMO Producciones
- 2y2 Producciones
- 11:11 Televisión & Flims
- Sony Pictures Colombia
- Boulder Media de Colombia
- Sonica Producciones
- BE-TV
- Dramax Producciones

## Recepción crítica
Varias figuras de la televisión colombiana han lamentado la pérdida del sistema mixto, notando que éste era una de las razones de que la televisión en Colombia tuviera un desarrollo más fuerte que las de sus pares latinoamericanos y que la privatización acabó con muchas cualidades positivas de la industria televisiva colombiana.
En una entrevista en 2004, Iván McAllister, en aquel entonces presidente de CityTV, dijo que "Los concesionarios de espacios sabían a qué atenerse. Había un mercado sano y una demanda creciente que les permitió desarrollarse y consolidarse como empresas de TV. Eso se borró de un plumazo con la nueva TV". Daisy Cañón dijo en 2003 que la privatización de la televisión colombiana hizo que ésta retrocediera desde una perspectiva pluralista, ya que la habilidad de Caracol y RCN para atraer televidentes e índices de audiencia causó que programas culturales de alta calidad y otros programas se perdieran. Paula Arenas, expresidenta de Producciones Cinevisión, dijo en 2014 que la privatización causó que la televisión "como ejercicio creativo perdió más que lo que ganó" y que las producciones televisivas recientes son más enfocadas y sometidas a una fórmula.
Aquellos que defienden la privatización notan que ésta ha hecho a la televisión mucho más receptiva a la demanda de los televidentes y que incrementó el papel de las fuerzas del mercado en la industria televisiva colombiana.